# NGC 7736
NGC 7736 في الفهرس العام الجديد، هي مجرة، تقع في كوكبة الدلو. اكتشفت في 1886 بواسطة أورموند ستون.

## روابط خارجية
- NGC 7736 على موقع ويكي سكاي: DSS2, SDSS, GALEX, IRAS, Hydrogen α, X-Ray, Astrophoto, Sky Map, Articles and images